# Lamon Vanderburg Harkness
Lamon Vanderburgh Harkness, född 6 januari 1850, död 17 januari 1915, var en amerikansk affärsman och en av de största aktieägarna i Standard Oil. Harkness blev involverad i Standard Oil genom sin far Stephen Vanderburgh Harkness som var en primär tyst investerare i bildandet av Standard Oil.

## Biografi
Harkness föddes i Bellevue i Ohio i USA den 6 januari 1850. Han var son till Stephen Vanderburgh Harkness (1818–1888) och hans första fru, Laura (född Osborne) Harkness (1815–1852). Lamons mor Laura dog 1852 när Lamon bara var 2 år gammal. Hans far Stephen gifte sig om med Anna M. Harkness (f. Richardson) 1854. Harknesses flyttade till Monroeville i Ohio 1860 och 1865 flyttade de från Monroeville till Willoughby utanför Cleveland. Stephen och Anna fick två barn, Charles W. Harkness född 1860 i Monroeville och Edward Harkness född 1874 i Cleveland, Ohio. Åldersskillnaden mellan Lamon och Charles var 10 år och mellan Lamon och Edward var 24 år.

### Karriär
Vid 16 års ålder köpte Lamon en ranch utanför Eureka, Kansas. Han gick in i nötkreatursverksamheten vid 19 års ålder. Vid samma tid gjorde Lamons far en investering med John D. Rockefeller för att starta Standard Oil. Denna investering skulle snart förändra situationen för hela Harknessfamiljen.
Efter att ha grundat Standard Oil flyttade Lamon till Kansas City, Missouri, där han gav sig in i bankbranschen.
Standard Oil fortsatte att bli en enorm framgång, men 1888 dog Lamons far Stephen. Efter sin fars bortgång bestämde Lamon sig för att flytta tillbaka österut och bosatte sig i Greenwich, Connecticut där han köpte William Avery Rockefellers herrgård 1891. Herrgården var belägen på 34 tunnland och hade 22 sovrum.

### Hästavel
Efter en resa till Kentucky 1892 köpte Lamon en stor farm i Donerail vid namn Walnut Hall Farm. Där utvecklade han hästuppfödning av den amerikanska standardhästen, som fick stor betydelse för travsporten, både i Nordamerika, och sedan också resterande världen.
1904 hade Walnut Hall Farm expanderat till 2000 tunnland, och hade nu 100 avelsston. Gården blev en av de mest dominerande standardbredstuterierna i världen. Gårdens huvudstall som byggdes av Harkness år 1897, är 476 fot lång och har 52 boxplatser, ett försäljningsområde och auktionshus. Det är fortfarande aktivt på Kentucky Horse Park.
Harkness valdes 1958 postumt in i United States Harness Racing Hall of Fame för sitt bidrag till travsporten.

### Segling
Harkness var välkänd som en seglare som ägde SS Wakiva som blev en del av USA:s flotta under 1917 och 1918 och hade krigstjänst under första världskriget. Han var medlem i New York Athletic Club, Columbia Yacht Club, New York Yacht Club och Greenwich Indian Harbour Yacht Club.

### Död
Han dog på sin dotters ranch Rancho Cienega de los Paicines i San Benito County, Kalifornien 1915 och lämnade en egendom på cirka 100 miljoner dollar. Han begravdes tillsammans med sin fru på Woodlawn Cemetery i Bronx i New York.